# 어려운 시절

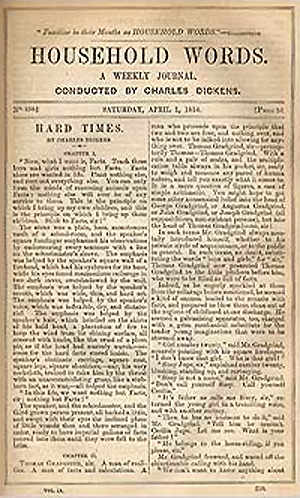

어려운 시절(Hard Times - For These Times)은 영국의 소설가 찰스 디킨스가 지은 문학 작품이다. 1854년 주간지로 출판이 시작되었다. 영국의 Coketown(상상의 도시)을 배경으로 한다.

## 줄거리
Gradgrind는 물질주의적인 인물로 사실주의를 주장하며 자신의 자식들 Lousia와 Tom에게 자신의 사상을 가르친다. Bounderby는 영국 산업혁명 시기의 자본가로, 이후 Lousia와 사랑 없는 결혼을 하게 된다. 그는 공장을 소유하고 있으며 개인주의와 사실주의를 선호하는데, 그 때문에 나중에 자신 공장의 노동조합과 다툼이 생긴다. Blackpool은 산업 시대의 노동자로서 자신의 결혼 생활을 매우 후회하며 다른 여자 Rachel을 동경하며 살아간다. Blackpool은 Bounderby의 공장에서 일하나, 그는 노동조합에 동참하지 않아 같은 직원들에게 소외 당한다. 그는 그의 공장주인 Bounderby에게 이혼 허락을 요청하나 거절당한다.
마지막에는 Lousia는 자신이 아버지로부터 받은 교육의 참담함을 보고 자신의 사랑 없는 Bounderby와의 정략결혼을 끝없이 후회한다. 결국에는 그녀는 자신이 어떻게 살아가야 하는지 깨닫게 된다. 하지만 그와 반대로 Bounderby는 마지막에도 깨닫지 못하고 이기적이고 물질적인 사람으로 죽는다.

## 차례
제1권 파종
1장 단 한다
3장 구멍
4장 바운더비 씨
5장 주음(主音)
6장 슬리어리 곡마단의 마술
7장 스파짓 부인
8장 궁금해하지 말라
9장 씨씨의 발달
10장 스티븐 블랙풀
11장 출구 없음
12장 노파
13장 레이첼
14장 위대한 공장주
15장 아버지와 딸
16장 남편과 아내

제2권 수확
1장 은행의 재산
2장 제임스 하트하우스 씨
3장 건달
4장 노동자 형제들
5장 노동자와 고용주
6장 떠남
7장 화약
8장 폭발
9장 임종 소식을 듣다
10장 스파짓 부인의 계단
11장 점점 아래로
12장 추락

제3권 저장

1장 또 한가지 필요한 것
2장 아주 우스꽝스러운 일
3장 단호한 결심
4장 실종
5장 발견
6장 별빛
7장 건달 추적
8장 철학적인 생각
9장 종장

해설
연보

## 주요 등장인물
슬리어리
씨씰리아 주프(씨씨)
토머스 그래드그라인드
톰 그래드그라인드
루이자 그래드그라인드
조싸이어 바운더비
스파짓부인
비쩌
레이첼
스티븐 블랙폴
하트하우스